# Gaddang jezik
Gaddang jezik (ISO 639-3: gad; Cagayan), austronezijski jezik ibanaške podskupine gaddang. Ne smije se brkati s jezikom ga’dang [gdg], predstavnikom iste podskupine.
Govori ga oko 30 000 ljudi (1984 SIL) na filipinskom otoku Luzon u provincijama Isabela (gdjre su poznati kao Cagayan) i Nueva Vizcaya (kao Gaddang). Leksički mu je najbliži ga’dang, 80%. U upotrebi je i ilocano [ilo].

## Vanjske poveznice
- Ethnologue (14th)
- Ethnologue (15th)